# Fabiana Mottis
Fabiana Mottis (* 9. August 2003 in Lostallo) ist eine Schweizer Volleyballnationalspielerin.

## Karriere
Mottis begann ihre Karriere 2019 bei Volley Lugano. 2021 wechselte die Libera zu Neuchâtel UC. Mit dem Verein gewann sie in der Saison 2021/22 die nationale Meisterschaft und ein Jahr später das Double aus Cup und Meisterschaft. 2023 wurde sie erstmals in die Schweizer Nationalmannschaft berufen. Mit dem Team nahm sie an der Europameisterschaft 2023 teil. Dabei zog sie sich jedoch im dritten Gruppenspiel eine Achillessehnenruptur zu und fiel anschliessend monatelang aus. Erst in der Endphase der Saison 2023/24 kehrte sie zurück und feierte mit ihrem Verein erneut das Double. Ausserdem erreichte Neuchâtel den Final im CEV-Pokal 2023/24. 2025 wurde Mottis vom deutschen Bundesligisten Allianz MTV Stuttgart verpflichtet.